# Erckhinger von Schwerin
Friedrich Karl Alexander Erckhinger von Schwerin (* 17. November 1906 in Obersteinbach, Mittelfranken; † 16. September 1979 in München) war ein deutscher Jurist.
Erckhinger von Schwerin war der Sohn von Albert Constantin von Schwerin (1870–1956) und der Enole, geb. von Mendelssohn-Bartholdy (1879–1947), eine Tochter von Ernst von Mendelssohn-Bartholdy und Großnichte von Felix Mendelssohn Bartholdy. Er promovierte 1932 an der Juristischen Fakultät der Universität Erlangen. 1937 heiratete er in Berlin-Dahlem Dorothee von Simson (1910–1998), eine Tochter des Juristen Ernst von Simson. Von 22. Oktober 1945 bis 1. Juni 1948 war er Landrat des Landkreises Starnberg.
Dorothee und Erckhinger hatten drei Töchter, Sibylle, Marie-Louise und Cornelie. Der Landrat Hans Bone von Schwerin ist sein älterer Bruder.